# Kalmius
Der Kalmius (ukrainisch Кальміус; russisch Кальмиус) ist ein 209 km langer Fluss im Osten der Ukraine.
Er entspringt bei der Stadt Jassynuwata nördlich der Stadt Donezk, die er durchfließt, und mündet in Mariupol in das Asowsche Meer. In Mariupol trifft der Kaltschyk von rechts auf den Kalmius. Innerhalb des Stadtgebietes von Donezk ist der Kalmius zu einem langgestreckten See aufgestaut, der wichtig für das Mikroklima dieser in der Steppe liegenden großen Industriemetropole ist.
Der Kalmius entwässert ein Gebiet von 5070 km²; der mittlere Abfluss beträgt 6,23 m³/s. Üblicherweise ist der Fluss von Dezember bis März von instabilem Eis bedeckt.
Früher wurde der Fluss auch Kalka genannt. Die Schlacht an der Kalka im Jahre 1223 fand nahe dem Fluss statt.
Im Russisch-Ukrainischen Krieg seit 2014 verlief zeitweise die Front zwischen von prorussischen Separatisten der „Volksrepublik Donezk“ gehaltenen Gebieten und solchen unter ukrainischer Kontrolle entlang dem Kalmius.